# ティキネポミス
ティキネポミス（Ticinepomis）は、絶滅した肉鰭類の属の1つ。シーラカンス目に分類されており、中期三畳紀のスイスに生息していた。2種が分類されている。

## 分類

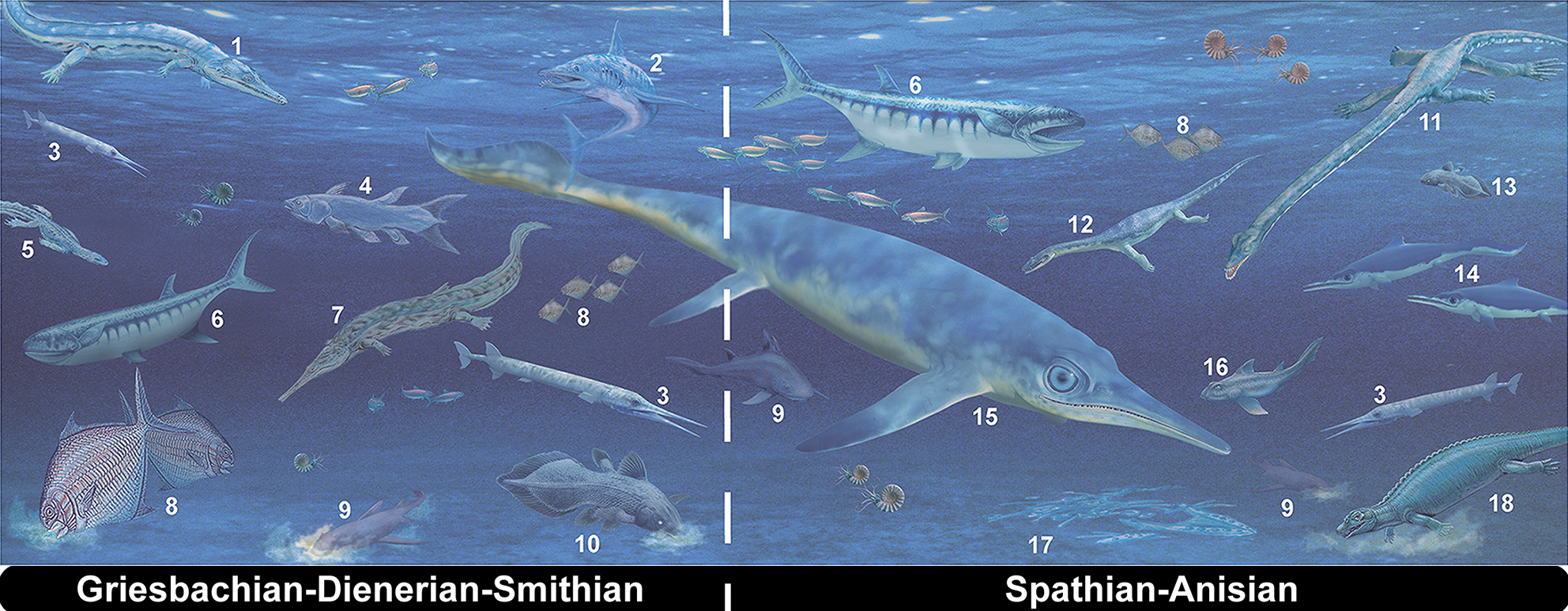
当時の海洋生物を示した図。(13)がティキネポミス

かつてはシーラカンス科に分類されており、コエラカントゥス、ホロファガス、ウンディナに類似しているとされていた。その後に現在のラティメリア科に分類された。ラティメリア科のフォレイアは特徴的な外見だが、本属と多くの特徴を共有しており、最も近縁な種と考えられている。

### 下位分類
T. peyeri の学名はスイスの古生物学者であるベルンハルト・パイヤーに由来し、ティチーノ州サン・ジョルジョ山のベザーノ層で最もよく見られる。サン・ジョルジョ山から産出される他のシーラカンスには、ベザーノ層産の大型種(おそらくホロファガス)や、Meride Limestone産の Heptanema などがある。
より大きな標本がグラウビュンデン州のプロサント層から発見されており、Ticinepomis cf. T. peyeri と呼ばれていた。この標本は新種であることが判明し、T. ducanensis と命名された。この種の化石はティチーノ州のベザーノ層からも発見されている。プロサント層からはフォレイアと Rieppelia も産出されている。

## 形態
T. peyeri は全長18cmと小型で、この標本は骨格の骨化が進んでいることから、成魚または亜成魚と考えられている。前上顎骨は大きく、下顎の歯骨は鉤状である。腹鰭条数は13本で、他のシーラカンスに比べると少ないが、フォレイアなどの近縁属も同様に条数が少ない。第一背鰭は9-10条から成り、8本の長い条の前方に、2本の短い条がある。この特徴は一部のシーラカンスでしか見られない。第二背鰭と臀鰭はともに22条から成り、完全に対称的である。皮骨には結節を持つ。鱗の形状には個体差があり、性的二形である可能性が高い。
T. ducanensis は全長60cmと中型で、前上顎骨は小さい。T. peyeri とは、下顎の感覚孔の数や、下顎の歯骨が単純な棒状であることが異なる。こうした形状の歯骨は、ラティメリア科では他に見られない。

## 生態
球根状の頑強な歯を持っており、甲殻類や軟体動物など、固い殻を持つ動物を殻ごと噛み砕いていた可能性がある。浅い入り江に生息していたと推定され、小型の甲殻類や貝類を捕食していたと考えられる。若い個体と成魚が同所的に発見されており、共に生活していた可能性がある。